# توم وودز
توم وودز (بالإنجليزية: Tom Woods)‏ هو واثب عالي أمريكي، ولد في 7 أبريل 1953.